# Ladysmith (Columbia Británica)
Ladysmith es un pueblo canadiense situado en la provincia de Columbia Británica.

## Superficie
Ladysmith tiene una superficie de 12,04 km².

## Demografía
En 2021, tenía 8990 habitantes, una densidad poblacional de 746,5 hab./km², y 4079 viviendas.